# Polynoncus aricensis
Polynoncus aricensis är en skalbaggsart som beskrevs av Gutierrez 1950. Polynoncus aricensis ingår i släktet Polynoncus och familjen knotbaggar. Inga underarter finns listade i Catalogue of Life.